# 冯会
冯会（495年—516年），北魏長樂郡信都縣（今河北省衡水市冀州區）人。太师昌黎武王冯熙孙女，尚书东平公冯修之女。
冯会高祖父北燕昭文帝冯弘，曾祖父太宰燕宣王冯朗。冯会嫁给赵郡王元謐（魏献文帝孙，赵郡王元幹子）。二十二岁时在岐州去世。熙平元年（516年）八月初二日葬於中乡谷城里。1930年洛陽西陡溝村東北李家凹村南出土《趙郡王妃冯會墓誌》，誌石高、宽均49厘米。誌文正書，27行，行23字。